# Focus
Focus je tretji studijski album mariborske pop punk skupine Trash Candy, izdan 12. oktobra 2015 v samozaložbi. Skupino je pred nastankom albuma zapustila vokalistka Pija Tušek, ki jo je nadomestila Shana. Prav tako je skupina zamenjala bobnarja, namesto Nika Rakuščka je v skupini na tem albumu igral Tomaž Medvar.

## Kritični odziv
Za glasbeni portal Odzven je Jaša Lorenčič o albumu zapisal: »Gre za nov začetek, tretja plošča je tako instrumentalno kot produkcijsko izpiljen, dovršen, profesionalen album.« Dodal pa je tudi: »Še vedno pa ostaja vprašanje, zakaj takšnih albumov ne more snemati tista mlajša populacija, ki jo v akordih in nestandarno uglašenih kitarah nosi ta band.«
Album je bil ocenjen tudi na glasbenem portalu Defend Pop Punk Reviews, kjer je album dobil oceno 6 od 10.
Na portalu 24ur.com je bil album uvrščen na 12. (zadnje) mesto najboljših domačih albumov leta.

### Priznanja
| objava   | uvrstitev | seznam                     |
| -------- | --------- | -------------------------- |
| 24ur.com | 12.       | Albumi 2015 – domača scena |

## Seznam pesmi
Vse pesmi je napisala skupina Trash Candy.
| Št. | Naslov                    | Dolžina |
| --- | ------------------------- | ------- |
| 1.  | „The Way I Feel Now‟      | 5:05    |
| 2.  | „Something to Believe In‟ | 3:31    |
| 3.  | „Lone Wolf‟               | 3:33    |
| 4.  | „Light in Your Eyes‟      | 3:22    |
| 5.  | „Useless‟                 | 3:20    |
| 6.  | „The Downfall‟            | 3:18    |
| 7.  | „Not a Part of This‟      | 3:40    |
| 8.  | „Should Have Listened‟    | 3:53    |
| 9.  | „Living Dead‟             | 4:13    |
| 10. | „Wasted‟                  | 4:36    |
| 11. | „You Matter‟              | 3:17    |
| 12. | „Calling Me Names‟        | 4:45    |

## Zasedba
Trash Candy
- Špela Gorogranc – Shana — vokal
- Jernej Metež — kitara
- Martin Potočnik — kitara
- Tine Matjašič — bas kitara
- Tomaž Medvar — bobni